# عجوقة شيكوتانية
عجوقة شيكوتانية (الاسم العلمي:Ajuga shikotanensis) هي نوع من النباتات تتبع جنس العجوقة من الفصيلة الشفوية.